# Hildisrieden
Hildisrieden (toponimo tedesco) è un comune svizzero di 2 445 abitanti del Canton Lucerna, nel distretto di Sursee.

## Storia
Dal 1798 Hildisrieden costituì, assieme a Rain e Römerswil, il comune di Berghof, che fu soppresso nel 1836; nel 1838 le tre località divennero comuni autonomi.

## Monumenti e luoghi d'interesse
- Chiesa parrocchiale cattolica di Santa Maria, eretta nel XIV secolo e ricostruita nel 1630 circa e nel 1902-1906[3];
- Cappella cattolica di Sant'Anna, eretta nel 1578[3].

## Società

### Evoluzione demografica
L'evoluzione demografica è riportata nella seguente tabella:
Abitanti censiti

## Geografia antropica
Il comune fa parte dell'area metropolitana di Lucerna.

## Economia
L'economia locale si basa prevalentemente sul pendolarismo in uscita verso Lucerna.